# Saint-André-de-l'Eure
Saint-André-de-l'Eure è un comune francese di 3 472 abitanti situato nel dipartimento dell'Eure nella regione della Normandia.

## Società

### Evoluzione demografica
Abitanti censiti